# Алакуйлак (Яккабагский район)
Алакуйлак (узб. Alaqoʻyliq / Алақўйлиқ) — посёлок городского типа, расположенный на территории Яккабагского района Кашкадарьинской области Республики Узбекистан.
Статус посёлка городского типа с 2009 года.